# Nurmo
Nurmo är en f d kommun i landskapet Södra Österbotten i Västra Finlands län. Nurmo har cirka 12 675 invånare och har en yta på 361,9 km². Nurmo är enspråkigt finskt.
Den 1 januari 2009 slogs Nurmo samman med Seinäjoki och Ylistaro till en ny Seinäjoki stad. Beslutet om sammanslagning gjordes med rösterna 18–17 efter en folkomröstning där 63,1 % av de röstande motsatte sig sammanslagningen (valdeltagande 72,1 %). I en tidigare folkomröstning 1992 motsatte sig 71,6 %.

## Politik

### Mandatfördelning i Nurmo kommun, valen 1976–2004
|  | 5 | 9 |  | 11 |

|  | 6 | 10 | 10 |

| 2 | 8 | 11 |  | 13 |

|  | 7 | 14 |  | 12 |

|  | 8 | 13 | 2 | 11 |

|  | 6 | 14 | 2 | 12 |

|  | 5 | 15 | 3 | 11 |

|  | 5 | 16 |  | 12 |

| 25 | 10 |

## Sport
Nurmon Jymy har verksamhet i boboll, innebandy och volleyboll.